# Le Quartet de Lyon
 (février 2016).
Si vous disposez d'ouvrages ou d'articles de référence ou si vous connaissez des sites web de qualité traitant du thème abordé ici, merci de compléter l'article en donnant les références utiles à sa vérifiabilité et en les liant à la section « Notes et références ».
Le Quartet de Lyon était un groupe de vocalistes français, originaire de la ville de Lyon, fondé en 1968. Il est notamment connu pour le titre Pierre et Sarah.

## Biographie
Robert Ancet se joint au Folk Trio de Jean-Claude Mercier, Guy Buffet et Jean de Saint-Étienne pour former le Folk Quartet. Passionnés de negro-spirituals et du Golden Gate Quartet ils sont repérés par Bruno Coquatrix, président du jury lors du Concours international de la Chanson de Rennes en 1966.
Rebaptisé le Quartet de Lyon, engagé par Lucien Morisse chez DiscAZ, le groupe passe à l'Olympia en première partie de Nino Ferrer et des Animals.
Le groupe enregistre un premier 33 tours en 1968, intitulé Chansons de France, qui comme son nom l'indique reprend des classiques français tel que J'ai du bon tabac.
En 1969 sort un 45 tours de 4 titres comprenant La valise des vacances (composé par Gérard Bourgeois), Le Plombier mélomane, La Complainte de l’hippocampe, et surtout le titre Pierre et Sarah qui leur apportera un certain succès.[réf. nécessaire]
En 1971, Jean de Saint-Étienne, la voix de basse, quitte le groupe pour terminer ses études. Il et est remplacé par Willy Billaut. La nouvelle formation enregistre quatre 45 tours.
En 1973, Willy Billaut est remplacé par Danièle Bailleul. Cette formation réalise deux 45 tours et offre un dernier concert public fin 1973.
Le groupe se sépare en 1974.

## Discographie
- 1968 : Chansons de France, 33 tours chez Disc’AZ, titres[2] :
  - Face A 1 : Alouette 7 4
  - Face A 2 : Le Rajah Gobert
  - Face A 3 : Le Roi Renaud
  - Face A 4 : Tazir
  - Face A 5 : La complainte de Mandrin
  - Face A 6 : Malborough
  - Face B 1 : La mère Michel
  - Face B 2 : File la laine
  - Face B 3 : J’ai du bon tabac
  - Face B 4 : Vive la rose
  - Face B 5 : Buvons amis buvons
  - Face B 6 : Aux marches du palais
- 1968 : El Matador, 45 tours, titres[3] :
  - Face A 1 : El matador
  - Face A 2 : Dim dam dam
  - Face B 1 : Malbrough
  - Face B 2 : La crucifixion
- 1969 : Pierre et Sarah, 45 tours chez Disc'AZ, titres[4] :
  - Face A 1 : La complainte de l’hippocampe
  - Face A 2 : Le plombier mélomane
  - Face B 1 : La valise des vacances
  - Face B 2 : Pierre et Sarah
- 196? : Avec les pompiers, 45 tours chez Disc'AZ, titres[5] :
  - Face A : Avec les pompiers
  - Face B : Aux marches du palais
- 196? : Viens sur mon bateau blanc, 45 tours chez Disc'AZ, titres[6] :
  - Face A : Viens sur mon bateau blanc
  - Face B : Le hippy repenti
- 196? : L’hiver et l’été, 45 tours chez Disc'AZ, titres[7] :
  - Face A : L’hiver et l’été
  - Face B : Ding ding dong
- 1972 : Ringo, 45 tours chez Disc'AZ / Discodis, titres[8] :
  - Face A 1 : Ringo
  - Face A 2 : La petite fille
  - Face B 1 : Le président Jean
  - Face B 2 : Belle comme une pomme
- 1972 : Elmouth le mammouth, 45 tours, titres[9] :
  - Face A : Elmouth le mammouth
  - Face B : ?
- 1972 : Qui pourra me dire, 45 tours chez Disc'AZ / Discodis, titres[10]
  - Face A : Qui pourra me dire
  - Face B : C’est pas bon, c’est pas beau
- 1974 : Lidi-Lida, 45 tours chez Polydor, titres[11] :
  - Face A : Lidi-Lida
  - Face B : Couleurs
- 1974 : Vade retro , 45 tours chez Polydor / Toco-Saga, titres[12] :
  - Face A : Vade retro musicas
  - Face B : Bye bye
- 2002 : Best Of